# بخش راش (شهرستان شامپاین، اوهایو)
بخش راش (به انگلیسی: Rush Township) یک منطقهٔ مسکونی در ایالات متحده آمریکا است که در شهرستان شمپین، اوهایو واقع شده‌است.
 بخش راش ۸۲٫۲ کیلومتر مربع مساحت و ۲٬۶۱۳ نفر جمعیت دارد و ۳۴۶ متر بالاتر از سطح دریا واقع شده‌است.